# Kantate an Joseph Haydn auf dessen 73. Geburtstag

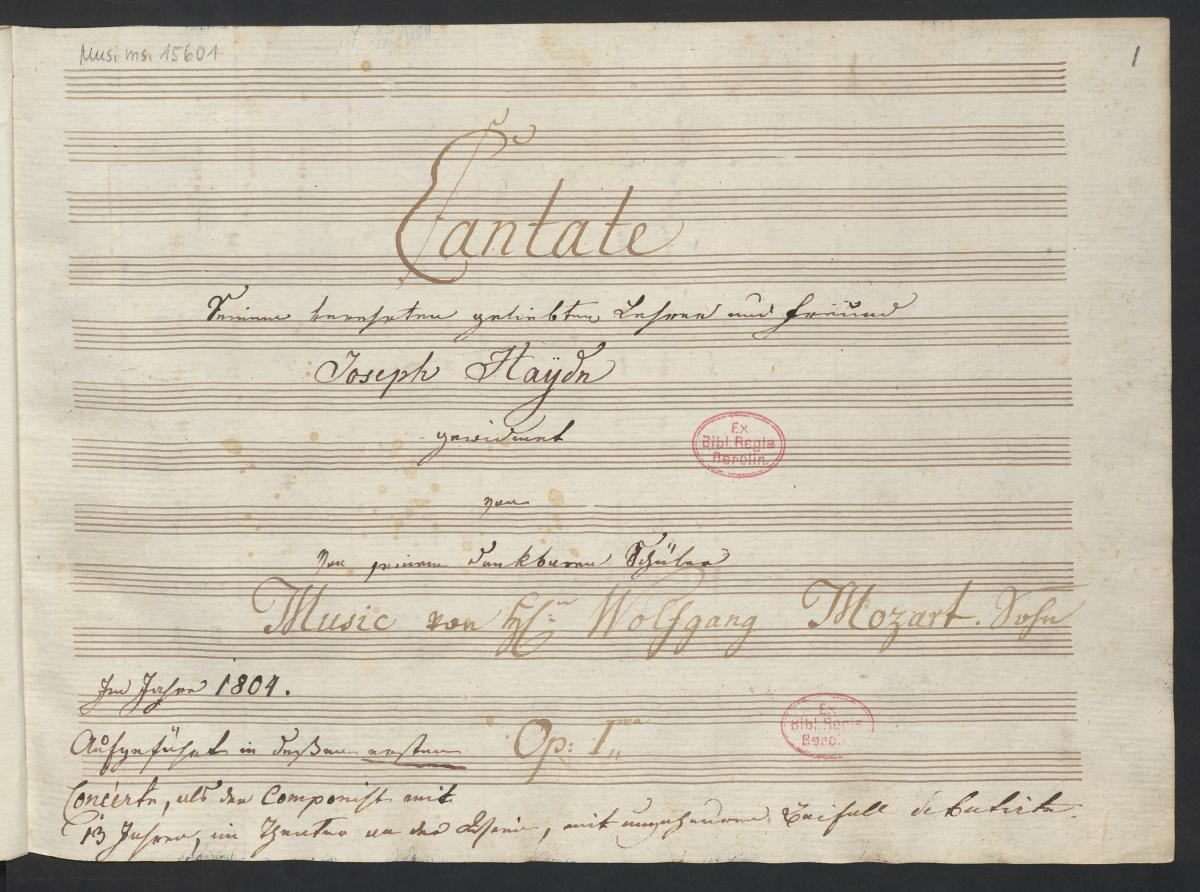
Titelblatt der Partitur

Die Kantate an Joseph Haydn auf dessen 73. Geburtstag (FXWM I:2) mit dem Incipit „Auf! stimmet eure Saiten“ ist ein musikalisches Werk für Soli, Chor und Orchester, das Franz Xaver Wolfgang Mozart zu Ehren Joseph Haydns komponiert hat. Aufgeführt wurde die Kantate bei Mozarts erstem öffentlichem Auftritt als Musiker im Theater an der Wien am 8. April 1805. Der Komponist, der jüngste Sohn von Wolfgang Amadeus Mozart, war damals 13 Jahre alt. Die Komposition galt lange als verloren. Erst 2019 berichtete Ulrich Leisinger von der Wiederauffindung einer Partiturabschrift und eines Textbuchs. Bei der LvivMozArt 2021 leitete Oksana Lyniv eine Aufführung an der Nationaloper Lwiw.

## Entstehung und Aufführung

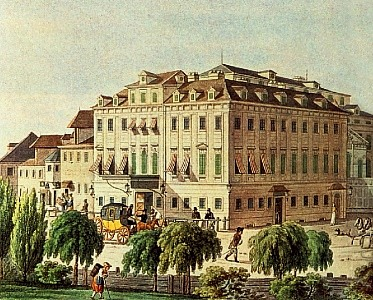
Das Theater an der Wien um 1815. Aquarell von Jakob Alt

Am 16. März 1805 erschien in der Wiener Zeitung eine Ankündigung „Von der Wittwe Mozart“, also von Constanze Mozart. Sie gab bekannt, dass ihr 13-jähriger Sohn Wolfgang Gottlieb Mozart am 8. April eine „musicalische Academie“ halten werde. „Er versuchte zu diesem Ende seine Kräfte an der Composition einer Cantate auf den 73sten Geburtstag des Herrn Capellmeisters Joseph Haydn, überzeugt, daß er seine Laufbahn nicht würdiger als mit der einem so großen Muster schuldigen Huldigung eröffnen könnte.“ Im Folgenden appellierte sie an „nachsichtsvolle Kenner“, in dem Werk „des Sohns“ Spuren des Talents seines Vaters zu erkennen. Die hier von ihr gewählte Namensform (Gottlieb ist die deutsche Übersetzung von Amadeus) stellt Franz Xaver Wolfgang Mozart in die unmittelbare Nachfolge des verstorbenen Wolfgang Amadeus; auch Franz Xaver selbst veröffentlichte seine Kompositionen regelmäßig unter dem Namen „Wolfgang Gottlieb Mozart Sohn“. Der Geburtstag Haydns war eigentlich der 31. März, und auf diesen Termin soll das Konzert gemäß Haydns Biografen Carl Ferdinand Pohl und Hugo Botstiber ursprünglich auch angesetzt gewesen sein; es habe aber um eine Woche verschoben werden müssen.
Ebenfalls am 16. März 1805 benachrichtigte Georg August Griesinger, der Agent des Musikverlags Breitkopf & Härtel bei Haydn, den Inhaber Gottfried Christoph Härtel brieflich von dem bevorstehenden Ereignis und gab einige zusätzliche Informationen. Offenbar war er in die Planung einbezogen gewesen, jedenfalls berichtet er, dass „unserem Plane nach“ Haydn selbst Mozart an die Hand nehmen und dem Publikum vorstellen sollte. Man habe diese Idee aber wieder fallen lassen müssen, weil zu befürchten sei, dass Haydn von einem solchen Auftritt „allzu sehr erschüttert würde“. Über die Kantate selbst schreibt er Härtel „unter uns gesagt“, dass diese „den ersten Chor ausgenommen von mir ist“, eine Bemerkung, die meist so interpretiert wird, dass der Großteil des Textbuchs von Griesinger stamme. Jedenfalls habe Andreas Streicher, der Klavierlehrer des jungen Mozart, Griesinger versichert, dass eine Arie, die darin vorkomme, selbst Mozarts Vater „keine Schande machen würde“. Haydn sei zu Tränen gerührt gewesen, „als wir ihm das Project vorstellten“. Eine weitere Ankündigung des Auftritts in der Allgemeinen musikalischen Zeitung vom 27. März stimmt zum Teil wörtlich mit Griesingers Brief überein – die Zeitung erschien in Leipzig bei Breitkopf & Härtel und Griesinger gehörte zu ihren Wiener Korrespondenten, sodass diese Ankündigung wohl von Griesinger stammt.
Im Archiv der Gesellschaft der Musikfreunde in Wien ist ein Plakat zur Ankündigung des Konzerts erhalten, das den Veranstaltungsort nennt: das Theater an der Wien.
Den Ablauf des Konzerts schildert eine ungezeichnete Rezension in der Allgemeinen musikalischen Zeitung (AmZ) vom 1. Mai 1805. Zunächst wurde die g-Moll-Sinfonie von Wolfgang Amadeus Mozart gegeben, dann führte Constanze Mozart ihren Sohn an der Hand dem Publikum vor, und es folgte „das grosse schöne Klavierkonzert seines Vaters aus C Dur“ mit Franz Xaver Mozart als Klaviersolist, der, so der Rezensent, „in etwas langsamen Tempos, aber mit Nettigkeit und Präzision“ spielte. Vermutlich handelte es sich um das 21. Klavierkonzert, KV 467, da zwei Autographe F. X. W. Mozarts mit Solokadenzen zu KV 467 überliefert sind, die laut Karsten Nottelmann wahrscheinlich im Vorfeld des Debütauftritts entstanden sind. Der nächste Programmpunkt war die Kantate. Der Autor der Besprechung lässt etwas Skepsis durchblicken (es sei „nicht wahrscheinlich, dass die ganze Instrumentation von dem Knaben war“), bewertet aber den Text als „angemessen“, die Musik als „lebhaft und versprechend“ und insbesondere einen dreistimmigen unbegleiteten Vokalsatz als „recht artig“ – „und das Ganze gefiel“ und erntete „verdienten Beifall“. Später kamen noch „verschiedene Stücke aus Idomeneo“ sowie von Mozart Sohn selbst komponierte Klaviervariationen über das Menuett aus Don Giovanni (sein op. 2). Ein kürzerer Korrespondentenbericht in der Berlinischen Musikalischen Zeitung vermittelt ein ähnliches Bild.
Im Journal des Luxus und der Moden erschien ein enthusiastischer Bericht, der einige Details hinzufügt: Der junge Mozart dirigierte die Kantate selbst „auf einem Fußschemel stehend“, und zwar „mit einer Sicherheit und Unbefangenheit, die deutlich zeigte, dass er zu diesem Posten berufen sey“. Haydn konnte wegen seiner „wankenden Gesundheit“ nicht dabei sein. Als Autor dieses Berichts kommt Griesinger selbst infrage; jedenfalls wird ihm in der AmZ 1809 die in denselben Korrespondentenbericht integrierte „Jugendgeschichte“ Haydns zugeschrieben. Joseph Richter berichtete in seinen Eipeldauer-Briefen: „Ein Paar Tag drauf hat der junge Sohn von den berühmten Mozart ein große Akademi dort gebn, und da ist dabey ein Kantati von seiner eignen Kopfarbeit aufgführt worden. Drauf hat er ein Weil aufm Klavir phantasirt, und da habn alle Kenner […] uns Hoffnung gmacht, daß uns der junge Musikkünstler mit der Zeit sein unsterblichen Papa ersetzen kann.“ Joseph Carl Rosenbaum besuchte das Konzert und notierte in sein Tagebuch: „Ich fühlte beim 2. Teil Langeweile; das Konzert von dem lieben, munteren Buben gespielt und die Kantate unterhielten mich.“
Der erste Auftritt des jungen Mozart mit seiner Kantatenkomposition war also „generalstabsmäßig geplant“ und in der Fachpresse sehr gut abgedeckt.

## Das Werk

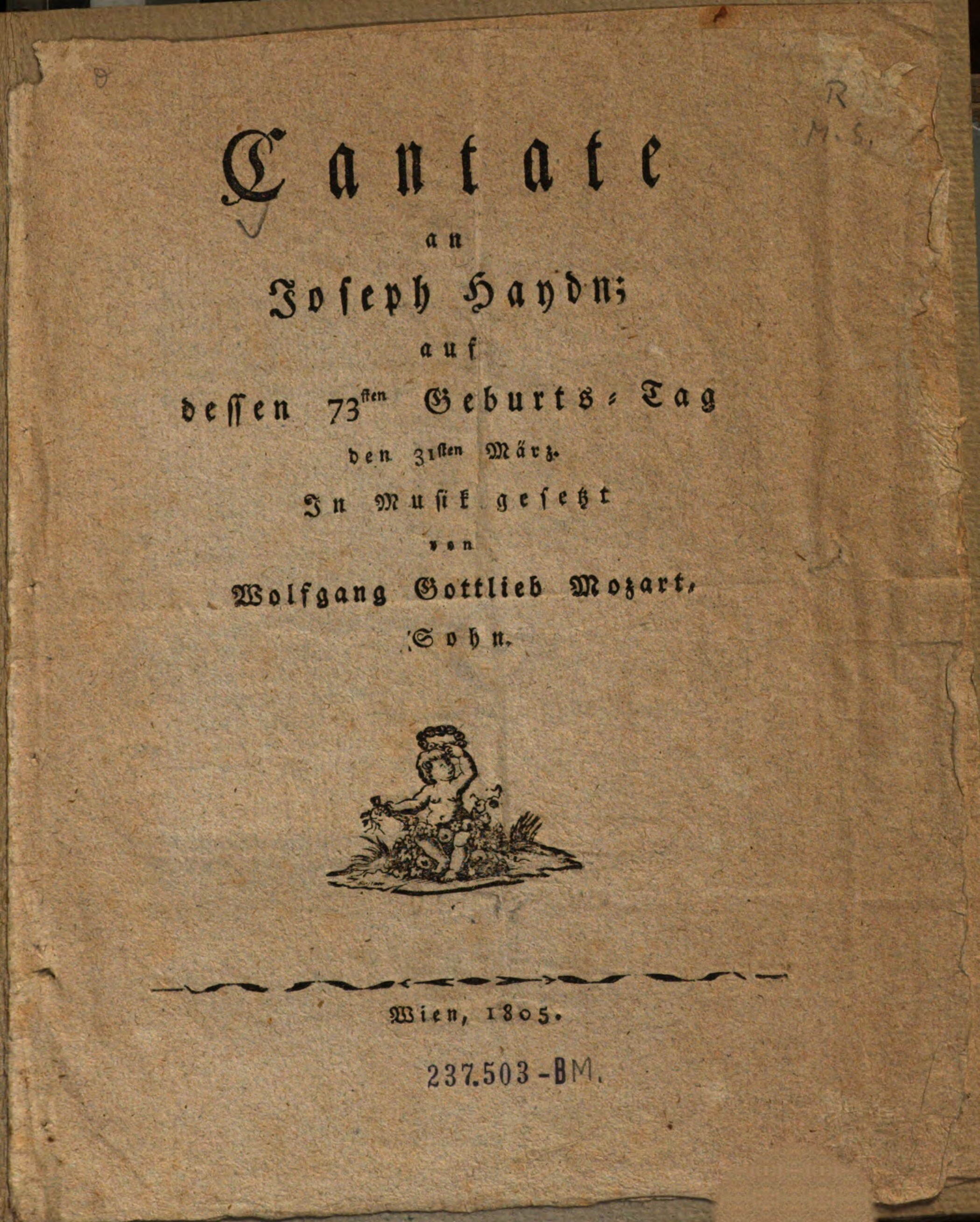
Titelblatt des Textbuchs

Die Kantate umfasst acht Teile unter sieben Nummern: eine nicht nummerierte „Sinfonia“ (Ouvertüre), einen Eingangschor, ein Rezitativ für Sopran mit einer nachfolgenden Arie, einen weiteren Chor und ein weiteres Sopran-Rezitativ, ein Terzett für Sopran, Tenor und Bass und einen Schlusschor.
Das Textbuch beginnt mit den Worten des Eingangschors „Auf! stimmet eure Saiten“. Das folgende Rezitativ (Incipit: „Ja, lasset uns der Ehrfurcht Opfer bringen“) rühmt die Werke Haydns, die der Kenner vom Tagus bis zur Newa, also in ganz Europa von Spanien bis nach Russland schätze. Besonders hervorgehoben werden die Oper Armida, die Oratorien Die Schöpfung und Die Jahreszeiten und die Messen. In der Arie (Incipit: „Glücklich, den aus Millionen“) wird Haydn zum Liebling Apolls stilisiert. Ein zweites Rezitativ, anders als das erste in der Ich-Form (Incipit: „Darf ich es wagen, dir, des Vaterlandes Stolz“), bringt den Vater des Komponisten, Wolfgang Amadeus Mozart, ins Spiel: „Verwaist! – ach! allzufrüh entriß ein unerbittlich Loos/Den theuren Vater mir, den nie Vergeßnen.“ Mit einer Demutsgeste wird Mozart Sohn selbst eingeführt: „Schwach ist die That, doch nicht der Wille.“ Im Terzett (Incipit: „Zu ätherischen Gefilden“) wird dann noch Polyhymnia aufgerufen, auf deren Altar „unsre Opfer“ dargebracht werden. Der Schlusschor (Incipit: „Kehre oft zu neuer Feyer“) bittet um Gottes Schutz für den Jubilar. Die antikisierenden mythologischen Verweise entsprechen den zeittypischen Formeln.
Einen Hinweis auf den Textautor gibt das Textbuch nicht. Aufgrund seines Briefs wird Griesinger oft als Autor vermutet. Dieser hat auch mindestens bei einer anderen festlichen Gelegenheit eine versifizierte Würdigung geschrieben, nämlich an den neu zum Kurfürsten ernannten württembergischen Landesherrn, Friedrich I. Aus anderen Quellen bestätigt werden kann es nicht.
Besetzt ist die Kantate mit einem Streichorchester, Holzbläsern (Flöten, Oboen, Fagotte), Blechbläsern (Hörner und Trompeten) und Pauken. Das Werk steht in der festlichen Tonart D-Dur. Der Eingangschor wird von kurzen Einwürfen der Solisten unterbrochen; die Rezitative sind beide Accompagnati. Die Sopranarie ist in Da-capo-Form aufgebaut, mit einem düster-dramatischen Mittelteil. Das Terzett bietet unter anderem eine A-cappella-Passage. Der Schlusschor endet schulmäßig mit einer kleinen Fuge.
Bereits die Rezension in der AmZ hielt es für wahrscheinlich, dass der Dreizehnjährige zumindest in der Instrumentation Unterstützung hatte. Gestützt wird diese Vermutung durch eine Äußerung Andreas Streichers aus dem Jahr 1829, der zufolge sein Schwager Andreas Friedrich Stein für Mozarts Debüt Kompositionen instrumentiert habe.
Ulrich Leisinger meint, die Nummern der Komposition, die am ehesten individuelle Qualitäten aufwiesen, seien die solistischen Teile, speziell die Arie und das Terzett, die bereits in zeitgenössischen Berichten hervorgehoben wurden. Das Terzett hat Mozart 20 Jahre später als Vorlage für ein sehr ähnliches Terzett (Incipit: „Und sie haben sich gefunden“) in seiner Kantate Der erste Frühlingstag wiederverwendet.
Die Gesamtdauer einer Aufführung der Kantate schätzten Norbert Dubowy und Ulrich Leisinger auf etwa 40 Minuten; bei der Erstaufführung 2021 in Lwiw nahm das Werk nur knapp 24 Minuten ein.

## Die Überlieferung
Die Kantate galt über 200 Jahre lang als verloren, lediglich eine einzige Skizze war bekannt, die in der Sammlung Noseda am Conservatorio Giuseppe Verdi in Milano erhalten geblieben ist. Es handelt sich um eine zweiseitige Verlaufsskizze des Terzetts von der Hand Peter Lichtenthals, deren Text und Notentext Karsten Nottelmann wiedergibt. Er stimmt mit den später aufgefundenen Niederschriften der Haydn-Kantate überein, die der Autor noch nicht kennen konnte. Nottelmann vermutet, dass Lichtenthal, der von 1802 bis 1810 sehr häufig in das Haus der Mozarts kam, die Skizze dort nach Klavierimprovisationen Mozarts niedergeschrieben hat. Lichtenthal war mit dem jungen Mozart befreundet und widmete ihm 1805 ein von ihm selbst komponiertes Klaviertrio. Nachträglich hat sich anhand eines Vergleichs des Notentexts gezeigt, dass auch die Sinfonia, also der einleitende Instrumentalsatz der Kantate, bereits im Wesentlichen bekannt war, ebenfalls in einer Abschrift von Lichtenthal. In Nottelmanns Werkverzeichnis trägt die Sinfonia als Einzelwerk die Nummerierung FXWM V:14. Möglicherweise handelt es sich bei der Fuge D-Dur für vier Stimmen (FXWM VIII:A) angesichts des Notentexts um eine Skizze des Fugenverlaufs im Schlusschor der Kantate; auch sie stammt von der Hand Lichtenthals und befindet sich zusammen mit einer fragmentarischen Abschrift der Sinfonia ebenfalls in der Sammlung Noseda.
Gemäß dem Bericht Leisingers von 2019 wurde die Partitur in den Beständen der Staatsbibliothek zu Berlin wiederentdeckt. Forscher des Salzburger Mozarteums gingen anlässlich der bevorstehenden Neuauflage des Köchelverzeichnisses systematisch die alten Katalogkarten durch, die auf Handschriften Wolfgang Amadeus Mozarts verwiesen. Sie stellten fest, dass sich unter diesen Karten auch eine befand, die korrekt Franz Xaver Wolfgang Mozart als Urheber benannte, aber falsch eingeordnet worden war. Das Dokument, auf das sie verwies, stellte sich als eine Partiturabschrift der Kantate auf den 73. Geburtstag Joseph Haydns heraus. Das Manuskript ist 176 Seiten stark und gehört damit zu den umfangreichsten Kompositionen von Mozart Sohn. Es stammt von der Hand eines Kopisten und enthält auf dem Titelblatt handschriftliche Zusätze, vermutlich von Georg Nikolaus Nissen, dem Stiefvater des Komponisten und zweiten Mann von Constanze Mozart. Der ursprüngliche Titel lautete schlicht: „Cantate. Music von Hn. Wolfgang Mozart. Sohn. Op: Ima.“ Nissen fügte ein: „Seinem verehrten geliebten Lehrer und Freund Joseph Haÿdn gewidmet von seinem dankbaren Schüler“ und „Im Jahre 1804. Aufgeführet in deßen erstem Concerte, als der Componist mit 13 Jahren, im Theater an der Wien, mit ungeheurem Beifall debutirte“. 

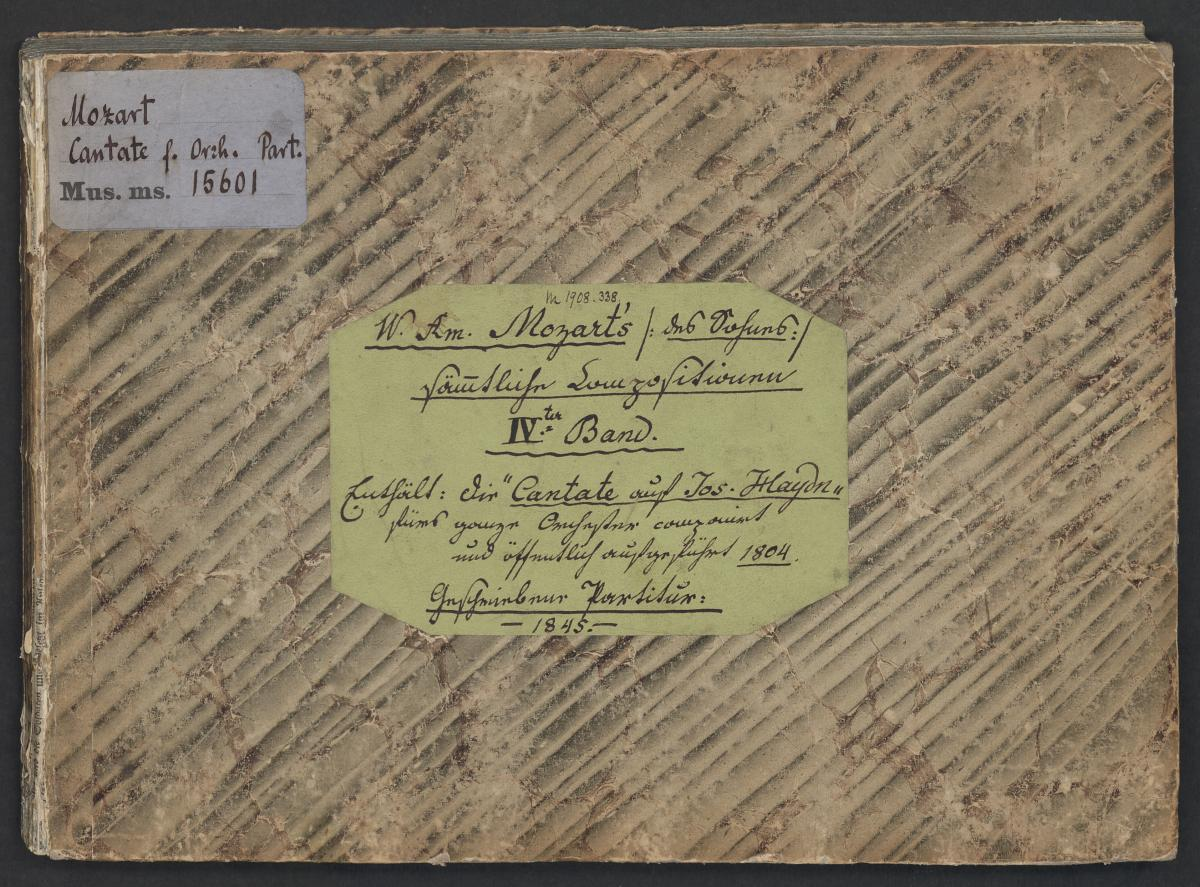
Titelblatt des Kantatenbandes (Band IV)

Offenbar stammte die Abschrift aus dem Besitz des Komponisten selbst, wie schon Nissens Eintragungen nahelegen. Aloys Fuchs, ein Freund F. X. W. Mozarts und Autographensammler, stellte 1845 nach Mozarts Tod aus dessen eigenen Kompositionen sieben Bände zusammen, als er für die Universalerbin Josephine Baroni-Cavalcabò den Nachlass ordnete. Baroni-Cavalcabò ließ sie als Vorlass 1860 dem Salzburger „Dommusikverein und Mozarteum“ zukommen. Sechs der sieben Bände sind erhalten: Band I im Archiv der Erzdiözese Salzburg, die Bände II, III, V und VII in der Bibliotheca Mozartiana der Internationalen Stiftung Mozarteum. Der in Berlin gefundene Band IV enthält die vollständige Partitur der Kantate, die abweichende Jahreszahl auf dem Titelblatt („componirt und öffentlich aufgeführt 1804“) erklärt Eva Neumayr mit einer „Verwechslung von Kompositions- und Aufführungsdatum“. Der Verbleib von Band VI ist ungewiss.
Auf noch nicht geklärte Weise gelangte der Band IV mit der Kantate in den Besitz des Musikjournalisten Wilhelm Tappert. Dieser notierte auf den Vorsatzblättern des Bandes diverse Informationen zu der Kantate aus Musiklexika und Zeitungen sowie Fragen zu der Handschrift auf der Titelseite und zum Textdichter, hat aber, soweit bekannt, nie dazu publiziert. Nach seinem Tod erwarb die damalige Königliche Bibliothek zu Berlin 1908 den Band von seiner Witwe. Dort ist er bis heute erhalten geblieben.
Fast gleichzeitig mit der Partiturabschrift fand man in der Österreichischen Nationalbibliothek auch ein dünnes Heft mit dem Libretto der Kantate. Es war dort als Werk Wolfgang Amadeus Mozarts verzeichnet. Gemäß dem Titelblatt wurde es 1805 in Wien gedruckt.

## Editionsarbeiten und Wiederaufführung
Wie Norbert Dubowy im Jahresbericht der Stiftung Mozarteum 2018/19 mitteilte, begannen nach der Auffindung Editionsarbeiten an der Kantate. „Das vollständige Stichmanuskript wurde im Mai 2019 zum Notensatz eingereicht.“ Im Jahresbericht 2019/2020 hieß es, die Zweitkorrektur des Notensatzes stehe vor dem Abschluss. Für die Mozartwoche im Januar 2021 war eine Rekonstruktion des Debütkonzerts von Franz Xaver Wolfgang Mozart geplant, die auch eine Aufführung der Kantate einschließen sollte. In der Programmvorschau für die Mozartwoche fand sich die angekündigte Veranstaltung unter dem Titel „1805 – Das Debütkonzert von Franz Xaver Wolfgang Mozart“ wieder. Neben der Kantate („erste Aufführung seit 1805“) sollten auch W. A. Mozarts Ouvertüre zu Idomeneo, dessen C-Dur-Klavierkonzert KV 503 und F. X. W. Mozarts Klaviervariationen auf das Menuett aus Don Giovanni geboten werden, als Solist war Robert Levin vorgesehen.
Im Dezember 2020 hatte Ulrich Leisinger die Stimmen der Kantate vollständig durchgesehen, nur die Ausführung der Korrekturen stand noch aus. Doch dann konnte die Mozartwoche pandemiebedingt nur digital stattfinden, das Programm musste reduziert werden und die Aufführung entfiel. Erst bei der LvivMozArt erklang das Werk am 26. August 2021 unter Leitung von Oksana Lyniv mit dem Orchester und Chor der Nationaloper Lwiw und den Solisten Iulia Maria Dan, Mykhailo Malafii und Volodymyr Shynkarenko.
Eine Veröffentlichung der edierten Partitur ist bislang (April 2022) noch nicht erfolgt.

## Rezeption
Da das Werk nur im Manuskript veröffentlicht ist und außer einer einzigen Aufführung in Lwiw auch noch keine klanglichen Realisationen vorliegen, ist eine Bewertung der Komposition bislang noch nicht erfolgt. Die Rezeptionszeugnisse aus neuerer Zeit stützten sich bislang ausschließlich auf die sekundären Quellen, die über Planung und Aufführung 1805 berichten.
Diskutiert worden ist vor allem, wie die gezielte Inanspruchnahme von Wolfgang Amadeus Mozart für das Werk seines Sohnes zu bewerten ist. Franz Xaver Wolfgang war erst fünf Monate alt, als sein Vater starb, kann also kaum Erinnerungen an ihn gehabt haben. Dass die Kantate von vornherein, wie auch frühere und folgende Werke des Mozart-Sohns, in die Nachfolge des Vaters gestellt wurde, geht offenbar auf andere Personen zurück, insbesondere Constanze Mozart, Georg Nikolaus Nissen und wohl auch Georg August Griesinger. Die Mutter und der Stiefvater waren daran interessiert, den Ruf des Vaters bestmöglich für künftige Ereignisse und Publikationen zu nutzen, zumal damals Verhandlungen über die Verwertung von dessen Werken liefen. Bereits 1797 hatte Constanze Mozart einen Kurzauftritt des sechsjährigen Franz Xaver Wolfgang in Prag arrangiert, der dort die Vogelfänger-Arie aus der Zauberflöte seines Vaters „mit einem unterlegten auf diese Gelegenheit passenden Text“ sang, nicht ohne ihn bereits damals auf dem Programmzettel in dessen Nachfolge zu stellen und um „Nachsicht“ für die „ersten Aeusserungen seines zarten Talents“ zu bitten. Im Übrigen war der aufwendige musikalische Unterricht für den jungen Mozart offenbar noch nicht finanziell gedeckt und erst der Erlös des Konzerts am 8. April 1805 erlaubte es den Eltern, die Lehrkräfte zu bezahlen. Der Verlag Breitkopf & Härtel und sein Mittelsmann Griesinger hatten ebenfalls Interessen. Vor allem hofften sie, über F. X. W. Mozart und Constanze Mozart an noch unbekannte Werke W. A. Mozarts heranzukommen.
All diese Interessen dürften dabei mitgewirkt haben, dass W. A. Mozart bereits im Kantatentext und der Ankündigung der Aufführung eine prominente Stelle einnahm. Die Benennung als W. A. Mozart Sohn, die sich durch alle Werke F. X. W. Mozarts vom Elfjährigen bis zum Fünfzigjährigen fortsetzt, muss in diesem Kontext gesehen werden. Dass dieser Zug Wirkung erzielte, ist an den Rezensionen abzulesen, die dies durchweg aufgriffen: Regelmäßig hieß es, die Kantate sei eine schöne Talentprobe, der junge Mozart müsse aber noch beweisen, dass er auf eigenen Füßen stehen könne. „Möge der verdiente Beyfall […] dem werdenden Künstler nur eine verdoppelte Anregung werden, den Fussstapfen seines grossen Vaters nachzustreben! Möge er nie vergessen, dass ihm der Name Mozart zwar für jetzt Nachsicht bewirke, in der Folge aber strenge und grosse Forderungen an ihn richte …“ W. A. Mozart war ja selbst als Wunderkind und Sohn eines berühmten Vaters bekannt und hatte mit 13 Jahren bereits ein bemerkenswertes Werk als Klaviervirtuose und Komponist produziert. Ein Gemeinplatz in der Biografik ist, dass der „Mozart-Mythos“ sich für F. X. W. Mozart als Belastung erwies, unter der er zunehmend litt, je älter er wurde.

## Weblink
- Eintrag im Répertoire International des Sources Musicales